# أندرو غريف
أندرو غريف (بالإنجليزية: Andrew Grieve)‏ هو كاتب سيناريو ومخرج بريطاني، ولد في 28 نوفمبر 1939 في كارديف في المملكة المتحدة.

## وصلات خارجية
- أندرو غريف على موقع IMDb (الإنجليزية)
- أندرو غريف على موقع ألو سيني (الفرنسية)
- أندرو غريف على موقع أول موفي (الإنجليزية)
- أندرو غريف على موقع قاعدة بيانات الأفلام السويدية (السويدية)
- أندرو غريف على موقع قاعدة بيانات الفيلم (الإنجليزية)
- أندرو غريف على موقع كينوبويسك (الروسية)